# Big (Rita Ora, David Guetta e Imanbek)
Big è un singolo della cantante britannica Rita Ora, del DJ francese David Guetta e del DJ kazako Imanbek, pubblicato l'11 febbraio 2021 come secondo estratto dal primo EP di Rita Ora e Imanbek Bang.
Il brano vede la partecipazione del rapper statunitense Gunna.

## Video musicale
Il video musicale, girato in Bulgaria, è stato reso disponibile il 12 febbraio 2021.

## Tracce
Testi e musiche di Rita Sahatçiu, David Guetta, Imanbek Zeikenov, Alexander Izquierdo, Ed Sheeran, Marcus Lomax, Mike Hawkins, Sam Martin, Sergio Kitchens, Toby Green e William Spencer Bastian.
Streaming
1. Big (feat. Gunna) – 2:36

Streaming – Acoustic
1. Big (Acoustic) – 2:39

## Formazione
Musicisti
- Rita Ora – voce
- Gunna – voce aggiuntiva
- David Guetta – programmazione
- Imanbek – programmazione
- Sam Martin – programmazione
- William Spencer Bastian – programmazione

Produzione
- David Guetta – produzione
- Imanbek – produzione
- Mike Hawkins – produzione
- Sam Martin – produzione
- Toby Green – produzione
- William Spencer Bastian – produzione
- Cameron Gower Poole – produzione vocale
- Florian Ongoga – registrazione vocale
- Yvan Bing – ingegneria del suono
- Dave Kutch – mastering

## Classifiche
| Classifica (2021) | Posizione massima |
| ----------------- | ----------------- |
| Bulgaria          | 7                 |
| Germania          | 95                |
| Irlanda           | 53                |
| Lituania          | 82                |
| Regno Unito       | 53                |
| Svizzera          | 68                |